# ماينارد آدامز
ماينارد آدامز (بالإنجليزية: Maynard Adams)‏ هو فيلسوف أمريكي، ولد في 29 ديسمبر 1919، وتوفي في 17 نوفمبر 2003.